# Maxillaria huancabambae
Maxillaria huancabambae är en orkidéart som först beskrevs av Friedrich Fritz Wilhelm Ludwig Kraenzlin, och fick sitt nu gällande namn av Charles Schweinfurth. Maxillaria huancabambae ingår i släktet Maxillaria och familjen orkidéer. Inga underarter finns listade i Catalogue of Life.